# رمث نقبي
الرمث النقبي (باللاتينية: Haloxylon negevensis) نوع نباتي يتبع جنس الرمث من الفصيلة القطيفية.

## الموئل والانتشار
موطنها بلاد الشام وسيناء.

## مرادفات للاسم العلمي
- (باللاتينية: Hammada negevensis Iljin & Zohary)